# 科林·彼得森
科林·彼得森（Collin Peterson；1944年6月29日—）是美國的一位政治人物。自1991年開始，他是明尼蘇達州第7選舉區選出的美國眾議院議員。他的黨籍是民主黨。在當選國會議員之前，彼得森是明尼蘇達州參議院議員。